# Strmec, Vernberk
Strmec (nemško Sternberg) je naselje v Občini Vernberk v Okraju Beljak-dežela na Koroškem v Avstriji.